# Acrotylus braudi
Acrotylus braudi är en insektsart som beskrevs av Defaut 2005. Acrotylus braudi ingår i släktet Acrotylus och familjen gräshoppor. Inga underarter finns listade i Catalogue of Life.